# Dragon Kill Points
DKP o Dragon Kill Points, è un sistema a punti usato nei videogiochi online, in modo specifico nei MMORPG, per distribuire gli oggetti tra gruppi di giocatori. I giocatori ricevono punti DKP attraverso la presenza a certi eventi con il loro clan o gilda, e possono utilizzare questi punti per "comprare" loot (oggetti) che "dropperanno" in futuro. Questo sistema permette ai membri più attivi di ricevere più oggetti o oggetti migliori, mentre coloro che contribuiscono meno ricevono meno.

## Perché i DKP?
Molti MMORPGs prevedono oggetti di alto livello generati casualmente in numeri molto piccoli quando certi nemici molto potenti nel gioco, o "boss", vengono sconfitti. Tipicamente, questi oggetti "droppano" in quantità molto minore del numero totale di giocatori che fanno parte del gruppo richiesto per sconfiggerli, così è necessario un metodo per decidere quali giocatori dovrebbero ricevere gli oggetti. Un metodo è la casualità. Alcuni giochi, come Ragnarok Online e successivamente World of Warcraft, contengono delle procedure per via delle quali i giocatori possono decidere la distribuzione degli oggetti in modo casuale. Ma molti giocatori trovano questo sistema, sebbene "giusto" nel senso che ogni giocatore del gruppo abbia la stessa probabilità di ricevere l'oggetto, insoddisfacente. Per esempio, con la distribuzione casuale, è possibile che i nuovi membri del gruppo ricevano oggetti per i quali i membri preesistenti hanno speso molto tempo ed energie. Molti giocatori preferiscono un metodo in grado di garantire maggiori possibilità di ricevere gli oggetti a coloro che partecipano di più alle attività che possono fornirli, mentre i giocatori che partecipano meno dovrebbero avere una possibilità più bassa.

### Obiettivi del sistema DKP
I sistemi DKP systems sono spesso un atto di bilanciamento di un numero di obiettivi contrastanti. Alcune proprietà che si desiderano per un sistema sono:
- Gli oggetti dovrebbero essere assegnati in un modo percepito come giusto dai membri che partecipano
- Gli oggetti dovrebbero essere assegnati in modo tale da aumentare la forza complessiva della gilda/clan, così da rendere più facili gli incontri successivi.
- I membri anziani che hanno lavorato duramente per ottenere certi oggetti particolari dovrebbero essere in grado di ottenerli con sicurezza.
- I nuovi membri dovrebbero poter ricevere degli oggetti di valore come incentivo per l'appartenenza alla gilda.
- Gli oggetti di alto valore dovrebbero sempre essere assegnati ad un membro della gilda; se gli oggetti non vengono distribuiti, la gilda nella sua interezza perde l'opportunità di rafforzarsi.
- Il sistema dovrebbe essere relativamente facile da amministrare e comprendere.

Il raggiungere tutti questi obiettivi contemporaneamente forse non è possibile, così le gilde e i clan hanno bisogno di stabilire delle priorità durante la costruzione di un loro sistema DKP.

## DKP di base
Il DKP in realtà non è un singolo sistema ma un numero di sistemi concorrenti che utilizzano lo stesso nome "DKP". Il più semplice di questi sistemi è come segue:
- Ogni volta che un boss viene sconfitto dal gruppo, o in alternativa quando viene droppato un oggetto, ogni membro del gruppo riceve un certo numero di punti.
- Quando viene droppato un oggetto desiderato da più di un giocatore nel gruppo, viene svolta un'asta utilizzando i punti già ricevuti. Chi effettua la puntata più alta riceve l'oggetto.

### Problemi del DKP di base
Il DKP di base è allo stesso tempo semplice e facile da capire per i giocatori. Sfortunatamente, ci sono alcune debolezze nel sistema. Per prima cosa, alcuni dicono che è sbilanciato in senso opposto, cioè che i membri più anziani ricevono quasi tutti gli oggetti ed i nuovi giocatori 
ricevono molto meno di quanto sarebbe giusto. Inoltre, è vulnerabile ad attacchi di collusione.
Per utilizzare la collusione per sconfiggere il DKP base, è necessario comprendere che molti oggetti sono spesso utili sono ad una piccola classe di giocatori, ad esempio solo ai Guerrieri, o solo ai Preti. Se, per esempio, viene droppato un oggetto per soli guerrieri, i guerrieri 
potrebbero accordarsi per limitare la spesa dei DKP, assegnandolo casualmente e puntare il minimo, o fissando un tetto di spesa. In questo modo, tutti gli oggetti per soli guerrieri vengono svalutati rispetto agli oggetti delle altre classi. Questo vuol dire che quando vengono 
droppati oggetti utili per più classi, inclusi i guerrieri, questi ultimi, come gruppo, avranno più DKP da spendere rispetto a quelli delle altre classi.

### Modifiche al DKP base
Una modifica che cerca di rimuovere la vulnerabilità alla collusione è l'uso di una lista separata di punti per ogni classe, da spendere su oggetti del tipo singola-classe. La cosa attenua fortemente gli effetti della collusione a spesa di una maggiore complicazione del sistema che diventa più difficile da comprendere per molti giocatori.
Altre modifiche coinvolgono l'assegnare punti ai giocatori per circostanze diverse da quelle descritte per il sistema DKP base. Per esempio, i punti potrebbero essere assegnati per l'essere puntuali agli eventi della gilda o del clan, o in base al tempo speso nel gruppo o nel raid per uno scontro. Inoltre, vengono spesso assegnati dei punti bonus per l'aver terminato con successo per la prima volta uno scontro importante in modo da incoraggiare le persone ad unirsi allo sforzo richiesto per permettere l'accesso al gruppo delle nuove aree di alto livello.
Alcuni sistemi hanno procedure per normalizzare i punti totali in modo che i giocatori anziani non abbiano un numero di punti eccessivamente elevato, cosa che non permetterebbe altro ai giocatori che si uniscono più tardi che di ricevere le "rimanenze". La cosa può essere fatta sottraendo un numero fisso di punti da tutti su base regolare, o creando sistemi per cui i punti scadano col tempo. Per esempio, la gilda potrebbe decidere di sottrarre da tutti i giocatori la media dei giocatori, o di moltiplicare il totale di tutti i giocatori per una costante minore di 1. Queste tecniche mantengono la posizione relativa dei giocatori all'interno della gerarchia, ma rendono più facile il "mettersi in pari".
Per finire, alcuni sistemi impongono sugli oggetti dei prezzi fissi che vengono stabiliti in anticipo invece di utilizzare un'asta. Questo sistema, "DKP a prezzo fisso", ha il vantaggio di poter essere gestito molto rapidamente durante il gioco, ma soffre di effetti economici deleteri derivanti dal controllo dei prezzi (Vedi Controllo dei prezzi sotto).

## Altri sistemi DKP
Sono in uso alcuni altri sistemi sotto il nome DKP, ma spesso si differenziano profondamente nella loro meccanica. Le sezioni sottostanti forniscono un esempio dei sistemi in uso. Le meccaniche particolari usate da ogni gilda sono spesso leggermente differenti, o utilizzano elementi di più sistemi. Come tale, la lista non è esauriente.

### DKP a Somma-Zero
In questo sistema, viene assegnato in anticipo un valore ad ogni oggetto che può essere ottenuto in un particolare scontro. Quando viene droppato un tale oggetto, i giocatori, con una priorità data dal totale dei loro punti, hanno l'opzione di ricevere quell'oggetto. Se un giocatore decide 
in tal senso, tutti gli altri che partecipano a quello scontro ricevono un'eguale frazione dei punti appena spesi. I giocatori possono avere un punteggio negativo. Il numero totale dei punti spesi è sempre uguale al totale dei punti ricevuti, da cui l'origine del nome "Somma-Zero".
Ecco un esempio per rendere il concetto più chiaro. Se abbiamo un gruppo che conclude uno scontro ricevendo un oggetto che costa 39 punti, e nel gruppo sono presenti 40 membri, la persona che riceve l'oggetto spenderebbe 39 punti, riducendo il proprio totale di 39. A tutti gli altri presenti nel gruppo verrebbe aggiunto 1 punto al loro totale. La persona che ha appena speso i 39 punti, per essere in grado di ottenere un altro oggetto, dovrà aspettare finché il suo punteggio totale non raggiunga quello degli altri membri del gruppo. Il risultato finale è una sorta di schema round-robin, pesato dal valore dell'oggetto assegnato.
I propositori del DKP a somma-zero sostengono che permette ai nuovi membri di avere più possibilità di ricevere oggetti. poiché i membri del gruppo avranno spesso un punteggio negativo dopo aver ottenuto oggetti di particolare valore, e i nuovi membri iniziano con 0 punti. 
Comunque l'effetto di questo sistema è di assegnare un prezzo massimo e uno minimo al "Mercato dei DKP", cosa che comporta dei problemi (Vedi Controllo dei prezzi sotto).

### DKP a spesa-totale
Nel DKP a spesa-totale, quando un giocatore decide di comprare un oggetto, quel giocatore dovrà spendere tutti i suoi punti DKP attuali per comprarlo. Gli oggetti vengono assegnati con una priorità derivante dal numero di DKP. La cosa serve ad assicurare che i nuovi giocatori siano in grado di ricevere oggetti anche in un sistema DKP maturo, ma anche che i giocatori anziani avranno quasi la certezza di ricevere oggetti che hanno cercato per molto tempo.
Il problema più grosso di questo sistema è che frequentemente i giocatori non vogliono spendere tutti i loro punti su certi oggetti, cosa che porta ad avere molti oggetti non reclamati. Inoltre, nel DKP a spesa-totale, i giocatori non saranno più incentivati, una volta che siano in testa alla classifica dei punteggi, a partecipare a scontri che non portino a ricevere oggetti che ricercano, e saranno portati a partecipare solo quel poco che basta a mantenere il primato in classifica.

### DKP a spesa-che-basta
Il DKP a spesa-che-basta vuole ottenere alcuni dei risultati del sistema a spesa-totale, ma in un modo meno estremo. I giocatori hanno una priorità basata sul numero totale di punti. I giocatori che hanno diritto all'oggetto sono scelti in base alla priorità, e se un giocatore desidera un oggetto durante il proprio turno, quel giocatore deve spendere una somma di DKP pari a quella del successivo giocatore avente diritto all'oggetto più un punto. La cosa permette ai giocatori di 
mantenere alcuni DKP, ma agisce come se tutti gli aventi una minore priorità desiderassero l'oggetto e suppone che quei giocatori avrebbero puntato su quell'oggetto fino a quel punto. Uno dei vantaggi più importanti di questo approccio è la semplicità dell'aspetto amministrativo, poiché i giocatori devono solo annunciare la volontà di ottenere l'oggetto e il raid leader può determinare tutto ciò di cui ha bisogno da questa informazione.
Sebbene non drastico come il sistema a spesa-totale, il DKP a spesa-che-basta può portare ad avere oggetti non reclamati.

### DKP Probabilistico
Invece che spendere direttamente i DKP per comprare gli oggetti, alcune gilde usano il totale DKP dei giocatori per influenzare la loro probabilità di ricevere l'oggetto con un roll casuale. Per esempio se un giocatore ha 20 DKP e un altro 10 DKP, il giocatore con il totale più alto potrebbe avere il doppio delle possibilità di aggiudicarsi un oggetto. Il totale DKP del vincitore viene poi ridotto del valore predeterminato dell'oggetto.

## Strategie per la gestione degli oggetti non reclamati
In ogni sistema, ma specialmente in quelli che hanno una qualche sorta di prezzo base in essere, ci saranno oggetti non reclamati da nessuno dei membri del gruppo coinvolto. Clan o gilde differenti gestiscono il problema in modi differenti. Un modo è che il leader della gilda assegna 
l'oggetto ad un particolare giocatore, o forzandolo a pagare un prezzo in DKP per quell'oggetto, o semplicemente basandosi su chi potrebbe beneficiarne di più, o in base ad altri fattori. Potrebbe essere utilizzato un roll casuale. Alcune gilde hanno una "banca di gilda" in cui questi oggetti vengono conservati fino a che qualcuno li desideri (se la cosa è possibile nel gioco).
È da notare, comunque, che spesso un sistema DKP viene sviluppato in modo tale da evitare la collusione tra i giocatori. Se il sistema DKP ha un meccanismo di assegnazione degli oggetti non reclamati, questo potrebbe essere utilizzato come metodo di collusione tra i giocatori, a meno che non venga richiesto un pagamento per l'oggetto.

## Economia dei DKP
Poiché l'intenzione dei DKP è di allocare poche risorse tra i membri di una gilda, si potrebbero collocare in un contesto economico. In particolare, si dovrebbe considerare l'effetto di un tale sistema sulla domanda e sull'offerta che si combinano per determinare il prezzo degli oggetti.
Capire come funziona l'offerta degli oggetti può essere problematico. In un'economia normale, l'offerta è creata dagli sforzi di agenti nell'economia ad usare risorse per creare dei beni o dei servizi in vendita, e non c'è dubbio, gli oggetti in un MMORPG sono generati dagli sforzi dei giocatori. In giochi come World of Warcraft, comunque, alcuni oggetti possono essere utilizzati solo dal giocatore che li raccoglie per primo. Tali oggetti sono denominati Bind on Pickup (BoP). Altri oggetti possono essere venduti o ceduti. Nella terminologia di World of Warcraft questi oggetti sono Bind on Equip (BoE). L'offerta di questi oggetti è quindi alquanto cavillosa, poiché solo i presenti ad un particolare scontro possono ricevere l'oggetto. Per la maggior parte, l'offerta è una costante fissa di volte per il numero di volte che un gruppo particolare completa un certo scontro.
Una volta che un giocatore ha un oggetto particolare, non avrà più bisogno di riprenderlo. Cioè l'utilità marginale della seconda copia di quell'oggetto è pari a zero, mentre è alta per la prima copia di oggetti utili per quel giocatore. Quando si affronta uno scontro nuovo o uno scontro non completato molto spesso da parte di un gruppo particolare, la domanda per gli oggetti ottenuti da quegli scontri sarà molto alta.
Comunque, dopo aver completato lo scontro molte volte, molti dei giocatori avranno già ottenuto ciò di cui hanno bisogno, e quindi la domanda tende a crollare drasticamente.
L'effetto di un'offerta grosso modo fissa e di una domanda che decresce rapidamente è che il valore dei DKP degli oggetti è molto alto all'inizio quando una gilda è nuova e crolla rapidamente quando la gilda matura, fino ad arrivare ad uno stadio stabile controllato dalla rarità dell'oggetto, dal suo valore relativo, e dalla percentuale di ingresso di nuovi membri e di uscita di membri esistenti. Certamente, questo è il motivo per cui alcuni gruppi optano per sistemi a prezzo fisso, poiché alcuni membri vedono come ingiusto pagare gli alti prezzi iniziali mentre i nuovi membri pagano prezzi più bassi dopo il crollo.

### Controllo dei prezzi
Alcuni sistemi, come quello a somma-zero e a prezzo-fisso impongono un limite inferiore, un limite superiore, o entrambi, ai prezzi.
L'effetto di un limite inferiore è che si presenteranno spesso situazioni in cui nessuno voglia spendere il numero richiesto di punti per un oggetto particolare, creando quindi il bisogno di risolvere questa difficoltà. Vedi "Strategie per la gestione degli oggetti non reclamati" sopra per avere più informazioni sulla gestione di questi casi.
Il limite superiore vuol dire che si presenteranno situazioni in cui più di un giocatore vorrà l'oggetto al prezzo stabilito. La cosa si risolve in genere più facilmente, rispetto al caso degli oggetti non reclamati, poiché l'utilizzo del metodo del roll casuale tra i giocatori che possono permettersi la spesa viene in genere considerato giusto nel senso che tutti i giocatori che hanno il permesso di rollare avrebbero diritto all'oggetto così come definito dal sistema dei punti. Se i prezzi vengono impostati ad un livello troppo basso, comunque, ci saranno troppi giocatori che avranno abbastanza punti per comprare l'oggetto e in questo caso fallirà lo scopo iniziale del sistema a punti.